# Caryanda lancangensis
Caryanda lancangensis är en insektsart som beskrevs av Zheng, Z. 1982. Caryanda lancangensis ingår i släktet Caryanda och familjen gräshoppor. Inga underarter finns listade i Catalogue of Life.